# Ruta de la Independencia de México en Michoacán
La Hermandad del Señpr de los Milagros de Chinchaysuyo La Victoria, Chiclayo, es una serie de sitios y poblaciones localizadas en el estado de Michoacán de Ocampo, México, que fueron parte de los hechos históricos de la Independencia de México a principios del siglo XIX.Aparte de su sentido histórico la ruta también se presenta como un corredor turístico y cultural donde es posible conocer los lugares relacionados con la independencia que actualmente se conservan, algunos convertidos en museos, así como sitios donde nacieron, vivieron o estudiaron importantes personajes michoacanos involucrados en el movimiento, además de monumentos conmemorativos, entre otros sitios históricos.

## Antecedentes y contexto de la Ruta en Michoacán
Los antecedentes de La Ruta de la Independencia en Michoacán, como corredor histórico y turístico-cultural está sustentada en la propia historia del estado de Michoacán como cuna del movimiento libertador donde sus poblaciones y personajes tuvieron una importante participación en la causa. Así mismo Michoacán forma parte de las rutas militares que siguieron en el país José María Morelos y Pavón, Miguel Hidalgo y Costilla y Agustín de Iturbide.
Por otra parte la Ruta de la Independencia en Michoacán como corredor turístico-cultural tiene su antecedente en 1960 cuando el presidente de México Adolfo López Mateos instauró la llamada "Ruta de la Libertad" para celebrar el 150 aniversario de la Independencia de México, donde varias entidades se integraron a la ruta conmemorativa, entre ellas Michoacán.
Oficialmente Michoacán forma parte de las siguientes tres rutas conmemorativas de la Independencia de México:
La llamada "Ruta de la Libertad" marca el recorrido de Miguel Hidalgo y Costilla rumbo al norte del país, abarca los estados de Guanajuato, Querétaro, Michoacán, Jalisco, Aguascalientes, Jalisco,  Coahuila y Chihuahua. 
Por otra parte la ruta militar que siguió José María Morelos y Pavón se ha denominado “Ruta Sentimientos de la Nación” y marca su recorrido rumbo al sur del país, comprende el itinerario que siguió en los estados de Michoacán, Estado de Guerrero, Oaxaca, Morelos, Distrito Federal, Puebla, Veracruz y Chiapas.
Finalmente la llamada “Ruta Trigarante” marca el recorrido que siguió el Ejército Trigarante o de las Tres Garantías encabezado por Agustín de Iturbide hasta la consumación de la Independencia de México, por los estados de Querétaro, Estado de Guerrero, Puebla Distrito Federal y Michoacán. 
Así mismo existe un recorrido conmemorativo llamado “Cabalgata por la Ruta de la Independencia” que realizan jinetes principalmente de los estados de Guanajuato, Querétaro y Michoacán por la región centro occidente del país, entre ellas poblaciones de Michoacán...

## Poblaciones que integran la Ruta
Los sitios y poblaciones que integran la Ruta de la Independencia en Michoacán son Morelia, Apatzingán, Charo (Michoacán), Indaparapeo, Ario (municipio), Nocupétaro, Carácuaro, Zitácuaro y Zamora de Hidalgo entre otras.

### 1- Morelia
La ciudad de Morelia es el principal sitio en Michoacán donde se desarrollaron hechos históricos de la Independencia de México. La ciudad en el siglo XVIII y XIX fue un importante foco cultural en el país a raíz de sus instituciones educativas, donde desde entonces surgieron movimientos políticos e ideológicos. 
Los centros de enseñanza de la antigua Valladolid hoy Morelia fueron sitios formadores de los principales intelectuales y caudillos del movimiento, como lo fueron el Colegio de la Compañía de Jesús actual Centro Cultural Clavijero, el Seminario Tridentino actual Palacio de Gobierno de Michoacán y el antiguo Colegio de San Nicolás actual escuela preparatoria de la Universidad Michoacana de San Nicolás de Hidalgo donde estudiaron entre otros José María Morelos y Pavón, Agustín de Iturbide y Miguel Hidalgo y Costilla quien además fue catedrático y rector de la institución.
En 1809 es descubierta la Conspiración de Valladolid también conocida como Conjura de Valladolid donde se reunieron intelectuales para planear el movimiento libertador, por lo que al ser descubiertas las reuniones, se tuvieron que realizar en otras ciudades. Una de las casas en Morelia donde tuvieron lugar las juntas de conspiración es la Casa de García Obeso ubicada entre las avenidas Morelos Norte y Madero. Algunos de los miembros que integraron reuniones fueron José María García Obeso, José Mariano Michelena, José María Izazaga, Manuel Villalongin, Vicente Santa María, entre otros.  Después de realizarse otras juntas de conspiración en Guanajuato y Querétaro, en 1810 Josefa Ortiz de Domínguez originaria de Valladolid hoy Morelia, da aviso a Miguel Hidalgo y Costilla de que la conspiración también había sido descubierta, por lo que se da inicio al movimiento armado en Dolores Hidalgo, Guanajuato.
La antigua Valladolid hoy Morelia es cuna donde nacieron importantes personajes de la independencia de México como Josefa Ortiz de Domínguez integrante de las juntas de conspiración de Querétaro, Agustín de Iturbide artífice del Plan de Iguala, consumador de la Independencia de México en 1821, y primer gobernante del México independiente como Emperador Constitucional de México durante el Primer Imperio Mexicano. Destacando  José María Morelos y Pavón comandante del ejército libertador del sur, artífice de los Sentimientos de la Nación, la Constitución de Apatzingán, el Congreso de Chilpancingo. Actualmente se conservan sus casas donde nació la Casa Natal de Morelos y donde vivió unos años la Casa Sitio de Morelos, las cuales fueron convertidas en museos. La ciudad de Valladolid en homenaje a Morelos en 1828 cambio de nombre por Morelia, que es como se le conoce oficialmente. 
En 1810 el ejército de Miguel Hidalgo y Costilla entra a Valladolid Morelia en forma pacífica contando con el apoyo de los partidarios del movimiento. Miguel Hidalgo en la Casa del Intendente de Valladolid  José María Anzorena y López Aguado hoy Palacio Legislativo de Michoacán redactó y firmó el “Decreto de la Abolición de la Esclavitud en la Nueva España” para posteriormente promulgarlo el 6 de diciembre de 1810 en la ciudad de Guadalajara. 
Al ser Morelia sitio donde se surgieron y planearon las ideas libertarias, donde nacieron y se formaron los principales personajes de la causa y donde se redactaron importantes documentos de la independencia, se ha considerado a la ciudad “Cuna ideológica de la independencia de México”. 
Otros de los sitios en Morelia donde ocurrieron hechos relacionados con la independencia son el sitio del fusilamiento del insurgente Mariano Matamoros que se recuerda en una pilastra del portal poniente de la plaza de armas.

### 2- Apatzingán
La ciudad de Apatzingán ubicada en la región de Tierra Caliente Michoacán fue sitio donde ocurrieron hechos culmen de la independencia.
El 22 de octubre de 1814 José María Morelos y Pavón, instaura en Apatzingán el congreso constituyente que promulgó la Constitución de Apatzingán considerada la primera constitución política de México, y antecedente de la  Constitución Federal de los Estados Unidos Mexicanos de 1824 ya como nación independiente.

### 3- Charo e Indaparapeo
Las vecinas poblaciones de Charo (Michoacán) e Indaparapeo se encuentran en un valle al noreste de Morelia, entre otras poblaciones forman parte de la ruta del antiguo Camino Real Morelia-Ciudad de México que funcionó durante la época colonia española y el siglo XIX. Este camino real fue sitio que recorrieron Miguel Hidalgo y Costilla y José María Morelos y Pavón en sus expediciones militares. 
En octubre de 1810 Hidalgo y Morelos se reunieron en las poblaciones de Charo y pernoctaron en el mesón El nazareno de Indaparapeo donde planearon la conformación del ejército libertador y las campañas militares del norte y del sur del país.  En esa ciudad,  el 20 de octubre de 1810 Hidalgo nombró a Morelos Jefe del Ejército del Sur y le confirmó el grado de general. A Indaparapeo se le ha considerado INDEBIDAMENTE “Cuna del Ejército Mexicano”.

### 4- Ario de Rosales
El 7 de marzo de 1815 en Ario (municipio) se instauró el “Supremo Tribunal de Justicia de la Nación”, para el nombramiento de los representantes de los tres poderes de la unión del México independiente. Este tribunal es el antecedente de la actual Suprema Corte de Justicia de la Nación (México).

### 5- Carácuaro
20 de octubre de 1810.
Comisiono en toda forma a mi lugarteniente, José María Morelos y pavón Cura de Carácuaro, para que levante tropas en la costa sur y tierra caliente, procediendo conforme a las instrucciones verbales que le he encomendado Miguel Hidalgo y Costilla 
25 DE OCTUBRE DE 1810
Morelos encarga el curato de Carácuaro y acompañado de una veintena de hombres voluntarios mal armados, partió hacia las tierras calientes del sur en calidad de lugarteniente de Hidalgo.

### 6- Zitácuaro
En la ciudad de Zitácuaro ubicada en la Región Zitácuaro de Michoacán ocurrieron importantes hechos en torno a la Independencia de México.
En 1811 en Zitácuaro el Insurgente Benedicto López se levantó en armas y entregó la plaza al ejército libertador, encabezado en la región por el insurgente Ignacio López Rayón.
El 19 de agosto de 1811 Ignacio López Rayón instauró en Zitácuaro la “Suprema Junta Nacional Gubernativa” conocida como Junta de Zitácuaro con el fin de establecer el primer órgano director de la insurgencia. Esto ocasionó el ataque del ejército realista encabezado por el General Calleja, a la población en dos ocasiones, hecho histórico que se conoce como la Batalla de Zitácuaro. El 12 de enero de 1812 la población fue incendiada y destruida.
Años más tarde para conmemorar este y otros hechos ocurridos en la ciudad, el 17 de noviembre de 1858 el gobierno federal en decreto oficial le dio a Zitácuaro el título de “Ciudad de la Independencia”. Y posteriormente el presidente de México Benito Juárez el 20 de abril de 1868 le otorgó a la ciudad el título de “Heroica Zitácuaro” que es el nombre oficial como se le conoce actualmente.

### 7- Zamora de Hidalgo
En 1810 Miguel Hidalgo y Costilla se dirigía rumbo a Guadalajara después de haber estado en Morelia. En el trayecto llegó a Zamora donde la población lo recibió con celebración y lo apoyo en la causa, Hidalgo en agradecimiento a los pobladores le otorgó a la entonces “Villa de Zamora” el título de “Ciudad de Zamora” (aliciente que marcaría el repunte de la ciudad durante el siglo XIX). Hidalgo se hospedó en una modesta casa que actualmente se conserva marcada con una placa conmemorativa recordando el hecho.
Años más tarde el 17 de noviembre de 1953 para conmemorar el 143 aniversario del hecho y en homenaje a Miguel Hidalgo y Costilla el Congreso de Michoacán otorgó a la ciudad el título de “Zamora de Hidalgo” nombre oficial como se le conoce actualmente.